# Остроушки
Остроушки (укр. Остроушки) — село,
Коротченковский сельский совет,
Шосткинский район,
Сумская область,
Украина.
Код КОАТУУ — 5925383702. Население по переписи 2001 года составляло 160 человек.

## Географическое положение
Село Остроушки находится на левом берегу русла реки Десна Вить, ниже по течению на расстоянии в 2 км расположено село Погребки, на противоположном берегу — сёла Новгород-Северский района Чернацкое и Комань. Река в этом месте сильно-извилистая с заливами и озёрами.

## Экономика
- Молочно-товарная ферма.

## Достопримечательности
- Братская могила советских воинов.

## Интернет-ссылки
- Погода в селе Остроушки